# Exodus International
Exodus International (дословно: Исход) — крупнейшая и старейшая в мире межконфессиональная христианская организация движения экс-геев. Организация была основана в 1976 году в США и действовала в 17 странах мира. В июне 2013 года руководитель организации Алан Чэмберс (англ. Alan Chambers) объявил о её самороспуске и принёс всем гомосексуалам извинения «за боль и страдания, которые они им причинили».
Деятельность «Исхода» была направлена на изменение сексуальной ориентации с гомосексуальной на гетеросексуальную. В организации утверждали, что гомосексуальность не является врождённым качеством личности, но приобретается в результате совращения или неудачного опыта в раннем возрасте, поэтому поддаётся коррекции. Члены организации стремились достичь с помощью репаративной терапии, молитв и обращения к Богу интереса гомосексуалов к противоположному полу.
Известно, что два основателя «Исхода» Майкл Бюссе и Гэри Купер покинули созданную ими организацию и стали жить вместе как пара. Майкл Бюссе и два других лидера — Джереми Маркс и Дарлин Богль принесли извинения ЛГБТ-сообществу за то, что их деятельность «вызвала чувства изоляции, стыда, страха и потерю веры». Все трое заявили, что знали людей, которые пытались изменить свою сексуальную ориентацию с помощью группы экс-геев, но терпели неудачу, часто становясь депрессивными или даже склонными к суициду в результате.